# OFC Champions League 2013-2014
La OFC Champions League 2013-2014 (chiamata anche 2014 O-League) è stata la tredicesima edizione della massima competizione calcistica per squadre di club dell'Oceania. L'Auckland City, che era già la squadra detentrice del trofeo, ha vinto il suo sesto titolo in quest'edizione, qualificandosi per la Coppa del mondo per club FIFA 2014.

## Squadre partecipanti
| Squadra                      | Nazione                    | Qualificazione                                                                     |
| Ammesse alla fase a gironi   | Ammesse alla fase a gironi | Ammesse alla fase a gironi                                                         |
| ---------------------------- | -------------------------- | ---------------------------------------------------------------------------------- |
| Ba                           | Figi                       | Campione della Fiji National Football League 2013                                  |
| Nadi                         | Figi                       | Seconda nella Fiji National Football League 2013                                   |
| Waitakere Utd                | Nuova Zelanda              | Campione del New Zealand Football Championship 2012-2013 e della stagione regolare |
| Auckland City                | Nuova Zelanda              | Campione in carica e seconda nel New Zealand Football Championship 2012-2013       |
| Hekari United                | Papua Nuova Guinea         | Campione della Papua New Guinea National Soccer League 2012-2013                   |
| Solomon Warriors             | Isole Salomone             | Vincitrice dell'S-League 2013-2014                                                 |
| Dragon                       | Polinesia francese         | Campione della Division Fédérale 2012-2013                                         |
| Pirae                        | Polinesia francese         | Seconda nella Division Fédérale 2012-2013                                          |
| Tafea                        | Vanuatu                    | Campione della Vanuatu Premia Divisen 2013                                         |
| Amicale                      | Vanuatu                    | Seconda nella Vanuatu Premia Divisen 2013                                          |
| Magenta                      | Nuova Caledonia            | Campione della Division Honneur 2013                                               |
| Ammesse al turno preliminare |                            |                                                                                    |
| Tupapa Maraerenga            | Isole Cook                 | Campione della Cook Island Round Cup 2012                                          |
| Kiwi                         | Samoa                      | Campione della Samoa National League 2012-2013                                     |
| Pago Youth                   | Samoa Americane            | Campione della ASFA Soccer League 2012                                             |
| Lotoha'apai United           | Tonga                      | Campione della Tonga Major League 2013                                             |

## Fase preliminare
Le quattro squadre si affrontano in un girone all'italiana: la vincente si qualifica alla fase successiva.

### Turno preliminare

#### Classifica
| Squadra            | Pt | PG | V | N | P | GF | GS | DR  |
| ------------------ | -- | -- | - | - | - | -- | -- | --- |
| Kiwi               | 9  | 3  | 3 | 0 | 0 | 12 | 3  | +9  |
| Tupapa Maraerenga  | 6  | 3  | 2 | 0 | 1 | 14 | 4  | +10 |
| Lotoha'apai United | 0  | 2  | 0 | 0 | 2 | 2  | 7  | -5  |
| Pago Youth         | 0  | 2  | 0 | 0 | 2 | 2  | 16 | -14 |

#### Risultati
| Arbitro: | Salesh Chand |

|  |           |                                         |
|  | Marcatori | 10’ C. Best 83’ G. Harmon 87’ H. Fowler |

| Arbitro: | Matthew Conger |

|                                             |           |               |
| Gaughan 14’ (rig.), 30’, 66’ Cowan 23’, 39’ | Marcatori | 60’ Chul Kang |

| Arbitro: | Isaac Trevis |

|                            |           |                                      |
| Moala 10’ Mark Uhatahi 15’ | Marcatori | 12’ Mason 32’, 51’ Cowan 59’ Gaughan |

| Arbitro: | Campbell-Kirk Waugh |

|              |           | |
| Chul Kang 1’ | Marcatori | 17’, 71’ (rig.) Paulus 45+1’ Best 50’ (rig.) Strickland 54’, 60’ (rig.), 78’, 87’ Margetts 85’ Ruka 90’ Turepu 90+3’ Harmon |

| Pago Pago 20 ottobre 2013, ore 13:00 UTC+13 | Pago Youth   | – (Cancellata) | Lotoha'apai United | Pago Park Soccer Stadium\| Arbitro: \| Salesh Chand \| |
| Arbitro:                                    | Salesh Chand |                |                    |                                                        |

| Arbitro: | Matthew Conger |

|  |           |                                 |
|  | Marcatori | 22’ Cowan 27’ Mason 88’ Gaughan |

#### Premi individuali[1]
| Premio                           | Giocatore         | Squadra           |
| -------------------------------- | ----------------- | ----------------- |
| Golden Ball (Miglior giocatore)  | Byron Paulus      | Tupapa Maraerenga |
| Golden Gloves (Miglior portiere) | Taufaiula Mavaega | Pago Youth        |
| Golden Boot (Capocannoniere)     | Adam Cowan        | Kiwi              |
| Golden Boot (Capocannoniere)     | Joseph Gaughan    | Kiwi              |

## Fase a gruppi

### Gruppo A
| Squadra          | Pt | G | V | N | P | GF | GS | DR  |
| ---------------- | -- | - | - | - | - | -- | -- | --- |
| Pirae            | 9  | 3 | 3 | 0 | 0 | 13 | 2  | +11 |
| Solomon Warriors | 4  | 3 | 1 | 1 | 1 | 10 | 3  | +7  |
| Waitakere United | 4  | 3 | 1 | 1 | 1 | 4  | 4  | 0   |
| Kiwi             | 0  | 3 | 0 | 0 | 3 | 0  | 18 | -18 |

|                  | WAI   | PIR   | SOL   | KIW   |
| ---------------- | ----- | ----- | ----- | ----- |
| Waitakere United |       |       | 1 - 1 |       |
| Pirae            | 3 - 1 |       |       | 8 - 0 |
| Solomon Warriors |       | 1 - 2 |       |       |
| Kiwi             | 0 - 2 |       | 0 - 8 |       |

### Gruppo B
| Squadra       | Pt | G | V | N | P | GF | GS | DR  |
| ------------- | -- | - | - | - | - | -- | -- | --- |
| Amicale       | 9  | 3 | 3 | 0 | 0 | 8  | 0  | +8  |
| Auckland City | 6  | 3 | 2 | 0 | 1 | 6  | 1  | +5  |
| Dragon        | 3  | 3 | 1 | 0 | 2 | 5  | 4  | +1  |
| Nadi          | 0  | 3 | 0 | 0 | 3 | 0  | 14 | -14 |

|               | AUC   | AMI   | DRA   | NAD   |
| ------------- | ----- | ----- | ----- | ----- |
| Auckland City |       |       |       | 3 - 0 |
| Amicale       | 1 - 0 |       | 1 - 0 |       |
| Dragon        | 0 - 3 |       |       |       |
| Nadi          |       | 0 - 6 | 0 - 5 |       |

### Gruppo C
| Squadra       | Pt | G | V | N | P | GF | GS | DR |
| ------------- | -- | - | - | - | - | -- | -- | -- |
| Ba            | 7  | 3 | 2 | 1 | 0 | 7  | 1  | +6 |
| Magenta       | 4  | 3 | 1 | 1 | 1 | 5  | 5  | 0  |
| Tafea         | 3  | 3 | 1 | 0 | 2 | 4  | 8  | -4 |
| Hekari United | 2  | 3 | 0 | 2 | 1 | 4  | 6  | -2 |

|               | HEK   | BA    | TAF   | MAG   |
| ------------- | ----- | ----- | ----- | ----- |
| Hekari United |       |       |       | 2 - 2 |
| Ba            | 1 - 1 |       | 4 - 0 |       |
| Tafea         | 3 - 1 |       |       | 1 - 3 |
| Magenta       |       | 0 - 2 |       |       |

### Raffronto tra le seconde classificate
| Squadra          | P.ti | G | V | N | P | GF | GS | DR |
| ---------------- | ---- | - | - | - | - | -- | -- | -- |
| Auckland City    | 6    | 3 | 2 | 0 | 1 | 6  | 1  | +5 |
| Solomon Warriors | 4    | 3 | 1 | 1 | 1 | 10 | 3  | +7 |
| Magenta          | 4    | 3 | 1 | 1 | 1 | 5  | 5  | 0  |

## Semifinali
| Squadra 1     | Totale | Squadra 2 | Andata | Ritorno |
| ------------- | ------ | --------- | ------ | ------- |
| Ba            | 1 – 2  | Amicale   | 1 – 2  | 0 – 0   |
| Auckland City | 4 – 2  | Pirae     | 3 – 0  | 1 – 2   |

## Finale
| Squadra 1 | Totale | Squadra 2     | Andata | Ritorno |
| --------- | ------ | ------------- | ------ | ------- |
| Amicale   | 2 – 3  | Auckland City | 1 – 1  | 1 – 2   |

### Andata
| Arbitro: | Kader Zitouni |

|          |           |          |
| Fred 75’ | Marcatori | 29’ Tade |

### Ritorno
| Arbitro: | Norbert Hauata |

|                       |           |              |
| de Vries 67’ Tade 87’ | Marcatori | 45+1’ Tangis |

## Classifica marcatori
| Gol | Rigori |  | Giocatore            | Squadra          |
| --- | ------ |  | -------------------- | ---------------- |
| 6   |        |  | Naea Bennett         | Pirae            |
| 6   |        |  | Emiliano Tade        | Auckland City    |
| 4   |        |  | Micah Lea'alafa      | Solomon Warriors |
| 4   |        |  | Kensi Tangis         | Amicale          |
| 4   |        |  | João Moreira         | Auckland City    |
| 3   |        |  | Nikola Vasilić       | Amicale          |
| 3   |        |  | James Naka           | Solomon Warriors |
| 3   |        |  | Jimmy Tepa           | Pirae            |
| 3   |        |  | Dominique Fred       | Amicale          |
| 3   | 1      |  | Raimana Li Fung Kuee | Pirae            |

### Premi individuali[2]
| Premio                           | Giocatore      | Squadra       |
| -------------------------------- | -------------- | ------------- |
| Golden Ball (Miglior giocatore)  | Emiliano Tade  | Auckland City |
| Golden Gloves (Miglior portiere) | Chikau Mansale | Amicale       |
| Golden Boot (Capocannoniere)     | Emiliano Tade  | Auckland City |
| Golden Boot (Capocannoniere)     | Naea Bennett   | Pirae         |